# 夏川瞬
夏川 瞬（なつかわ しゅん）は、日本の官能小説家。株式会社フランス書院が2019年に主催した第24回フランス書院文庫官能大賞において特別賞を受賞しデビュー。

## 人物
官能小説家としてのデビューは、2020年7月の『初体験食堂【割烹着のおばさんと僕】』である。同作品は第24回フランス書院文庫官能大賞において特別賞に選定された『【純愛中毒】いけない子作り　未亡人と若義母』が改稿されたものである。

## 著書

### フランス書院文庫
- 初体験食堂【割烹着のおばさんと僕】（2020年7月）
- 今すぐ入れてください 下宿先の美母娘とシングルマザー（2021年4月）
- 隣の奥さんじゃなくてママがいいの？（2022年3月）